# Методи Поппандов
Методи Поппандов е български общественик, деец на Македонските братства.

## Биография
Методи Поппандов е роден във Ваташа, Тиквешко, тогава в Османската империя, днес в Северна Македония. При избухването на Балканската война в 1912 година е доброволец в Инжинерно-техническата част на Македоно-одринското опълчение.
След Първата световна война е деец на македонската емиграция в България. Представител е на Тиквешкото благотворително братство на Учредителния събор на Съюза на македонските емигрантски организации, проведен в София от 22 до 25 ноември 1918 година. В 1918 година е в групата на Павел Шатев, Никола Ризов, Милан Дамянов, които се противопоставят на бързото избиране на Изпълнителен комитет на македонските братства. През 1919 година се включва в Неутрално-обединителната комисия заедно с Владимир Ковачев, Никола Ризов, Никола Иванов, П. Киров, Климент Размов, Христо Татарчев, Милан Дамянов и други.